# Садув
Садув (пол. Sadów) — село в Польщі, у гміні Кошенцин Люблінецького повіту Сілезького воєводства.
Населення — 1371 особа (2011).

## Демографія
Демографічна структура станом на 31 березня 2011 року:
|          | Загалом | Допрацездатний вік | Працездатний вік | Постпрацездатний вік |
| -------- | ------- | ------------------ | ---------------- | -------------------- |
| Чоловіки | 704     | 138                | 503              | 63                   |
| Жінки    | 667     | 124                | 425              | 118                  |
| Разом    | 1371    | 262                | 928              | 181                  |